# Charly-Ann Cobdak
Charly-Ann Cobdak (* 1964 in München) ist eine amerikanische Künstlerin und Vertreterin der Kinetischen Kunst. Sie ist Mitglied im BBK München und Oberbayern e.V. sowie der Künstlervereinigung Kineticus. Im November 2016 war Charly-Ann Cobdak als Kinetik-Künstlerin an der Ausstellung Hommage à Tinguely in der MAG – Montreux Art Gallery im Rahmen der 12. Contemporary Art Fair 2016 im Montreux Music & Convention Centre (2m2c) beteiligt. Diese Sonderausstellung mit 16 Kinetikkünstlern der Gegenwart aus vier Ländern (CH, D, I, PL) wurde zu Ehren Jean Tinguelys 25 Jahre nach dessen Tod ausgerichtet. 

## Werdegang
Cobdaks Vater, James F. (genannt Jim) Carter (Mount Airy, North Carolina), ein amerikanischer Politologe, kam Ende der 1950er-Jahre als GI nach Deutschland, wo er einige Jahre beim AFN Munich als Moderator tätig war. In dieser Zeit lernte er die Informatikerin Zsuzsanne Hejjas kennen, eine gebürtige Budapesterin, die nach dem ungarischen Volksaufstand am 23. Oktober 1956 nach Deutschland floh.
Die gemeinsame Tochter Charly-Ann Cobdak lebt und arbeitet seither in München, seit 2009 als freischaffende Künstlerin.
- 1988–1991 Fachoberschule für Gestaltung, München
- 1992–2008 Tätigkeit als Grafik-Designerin
- seit 2009 freischaffende Künstlerin
- seit 2012 Mitglied im Berufsverband Bildender Künstler und Künstlerinnen München und Oberbayern e.V., einer Unterorganisation vom Bundesverband Bildender Künstlerinnen und Künstler (BBK)
- seit 2012 Mitglied der internationalen Künstlervereinigung Kineticus

## Ausstellungen (Auswahl)
- Sonderausstellung Hommage à Jean Tinguely – kinetische Kunst heute in der Montreux Art Gallery – MAG, Schweiz (9. bis 20. November 2016)[1]
- Temporäres LowTech Instruments Museum – Einzelausstellungen in der Galerie Grabsdorf, München[3]
- Teilnahme Technik- und Kunstfestival ARS TECHNICA 2015 und 2017, Unterhaching[4]
- Gemeinschaftsausstellung Wahlverwandtschaften im Künstlerhaus Göttingen, 2012[5]
- Teilnahme an der 2. Ruhr Biennale, Homo Ludens: Spiel, Traum & Trauma, Dortmund, 2012[6]
- Gruppenausstellungen im Kunstpavillon Im Alten Botanischen Garten, München, 2012, 2013, 2014[7]
- Große Kunstausstellung 'tierisch' im Haus der Kunst München, 2011[8]

## Auszeichnung
- 1. Publikumspreis bei den Trudinger Kunst-Tagen 2014, Kulturzentrum Trudering[9]

## Werke (Auswahl)
- Die Zeitmaschine
- Tschaikowsky-Maschine
- Agatha Christie bei der Antizipation eines neuen Werkes
- Zitatographische Betrachtungen unter Berücksichtigung des Raum-Zeit-Kontinuums
- Speeddating im Orient
- Die Metamorphose der vergangenen Zukunft in der Gegenwart
- Die Morgengymnastikmaschine mit integriertem Koffein-App
- Humo Ludens Mechanicus
- Running Edward